# Dornier Do 24
Le Dornier Do 24 est un hydravion à coque allemand de la Seconde Guerre mondiale.

## Histoire
Le trimoteur Do 24, qui reprenait la formule en vogue de l'hydravion à aile parasol (une aile suspendue au-dessus de l'avion par des mâts), effectua son premier vol en juillet 1937. Un accord de fabrication sous licence fut peu après conclu avec les Néerlandais. Un petit nombre de Do 24K construits en Allemagne furent livrés à la Luftwaffe. La production de l'appareil aux Pays-Bas se poursuivit après l'invasion du pays par les Allemands. Elle fut également assurée en France occupée par CAMS. Les Do 24 assurèrent principalement des missions de sauvetage en mer (Do 24N-1), de patrouille maritime et de transport (Do 24T-1 et T-2). Certains appareils parmi les 255 construits terminèrent leur carrière au sein de la RAAF, de la force aérienne suédoise, du service de sauvetage en mer espagnol ou de la Marine française.
À partir de juillet 1941, la France fut contrainte de faire fabriquer par la SNCAN à Sartrouville six avions par mois. Elle en fabriqua au total 46 pour la Luftwaffe. Après la Libération, elle continua à en fabriquer pour l'Aéronavale qui en utilisa 40 exemplaires entre la fin de 1944 et septembre 1953.
En plus de la Luftwaffe, seule l'Espagne a reçu des Do 24. L'Allemagne assiégée et son territoire s'amenuisant n'en ayant plus besoin, 12 exemplaires furent livrés à l'Espagne à l'été et en automne 1944. Convoyés d'Allemagne à Pollença (Majorque), ils furent utilisés jusque dans les années 1970 pour des missions de reconnaissance et de sauvetage en Méditerranée et au-dessus de l'Atlantique. Tous les avions existant encore font partie de ce lot.
Un seul exemplaire appartenant à l'unité de sauvetage Seenotgruppe 81 rejoignit la Suède à partir de Nest en Poméranie, piloté par un mécanicien accompagné de sa fiancée fin octobre 1944. La Suède l'acheta et le mit en œuvre jusqu'en 1951.
Un autre Do 24, qui était parti de Windau le 9 mai 1945 et avait rejoint la Suède fut remis à l'Union soviétique avec son équipage et les occupants fuyant les pays baltes, ce qui avait provoqué un tollé d'indignation en Suède à l'époque.

## Utilisateurs
Australie
- Royal Australian Air Force : au moins un exemplaire remis par la marine néerlandaise en 1942.

 France
- Marine nationale (après-guerre)

 Reich allemand
- Luftwaffe

 Pays-Bas
- Koninklijke Marine
  - Marine-Luchtvaartdienst[1] : 37 Do 24K. 5 ont été détruits lors de l'attaque sur Broome par des chasseurs japonais et incendiés avec de nombreux réfugiés civils de Java à bord le 3 mars 1942. Après la chute de Java, les néerlandais ont remis les Do 24K survivants aux Australiens[2].

 Norvège
- Luftforsvaret (après-guerre)

 Espagne
- Armée de l'air

 Suède
- Armée de l'air suédoise

## Variantes

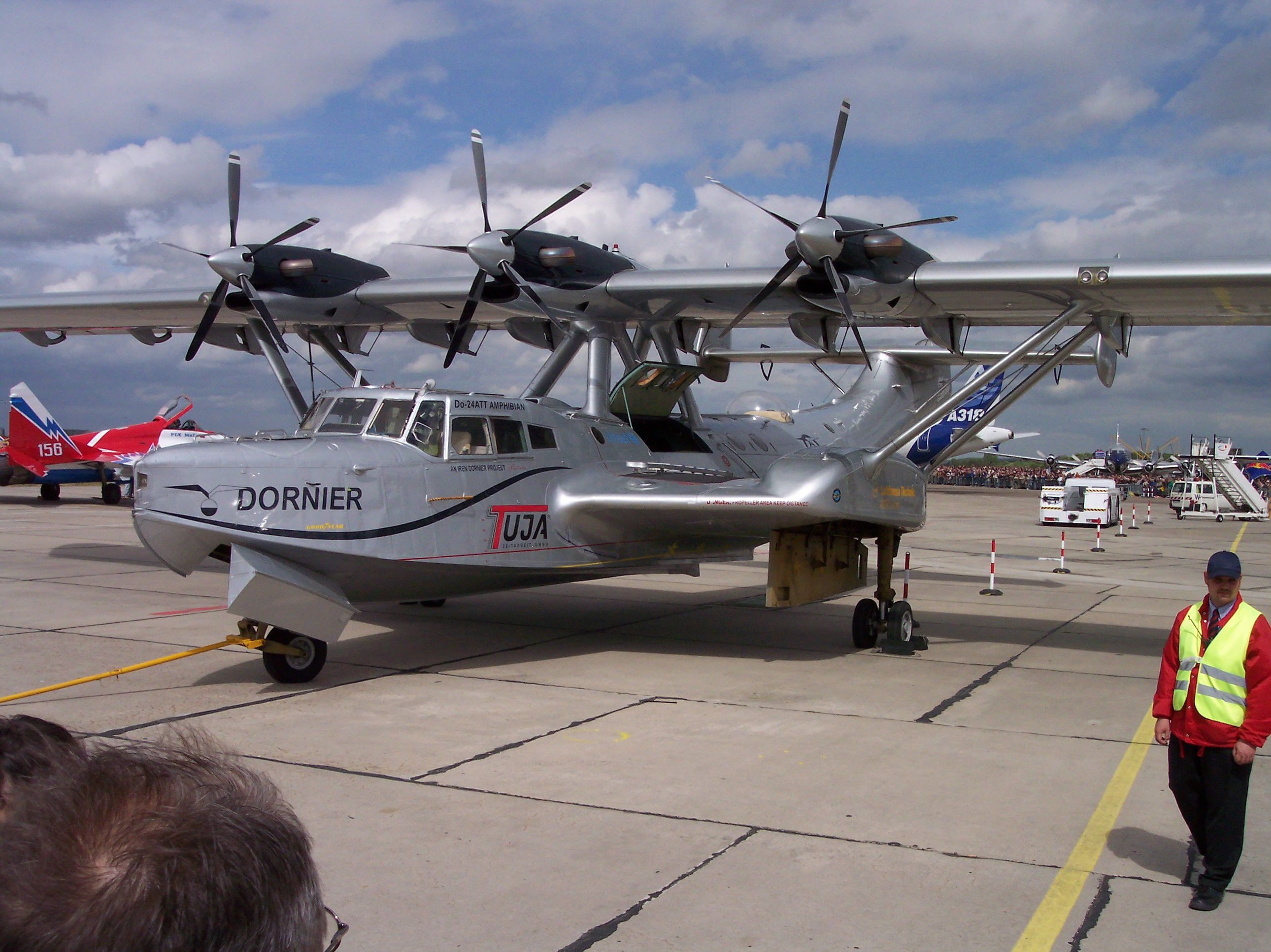
Do.24 ATT restauré et remotorisé

- Do 24K-1 : Production suisse et sous-licence néerlandaise, 36 construits ;
- Do 24K-2 : Production sous licence néerlandaise et propulsé par 3 moteurs Wright R-1820-G102 de 746 ch. 1 construit ;
- Do 24N-1 : Production néerlandaise du Do.24K-2 pour la Luftwaffe pour le secours maritime et propulsé par 3 moteurs Wright R-1820-G102 de 746 ch, 11 conversions ;
- Do 24T-1 :P roduction françaises, 48 construits ;
- Do 24T-1 : Production néerlandaise pour la Luftwaffe motorisé par 3 moteurs BMW Bramo 323 R-2, 159 construit (incluant T-2 et T-3) ;
- Do 24T-2 : Do 24T-1 avec des modifications mineures ;
- Do 24T-3 : Do 24T-1 avec des modifications mineures ;
- Do 24 ATT : Conversion après-guerre après restauration avec 3 moteurs Pratt & Whitney Canada PT6A-45 turbocompressés, 1 conversion ;
- Do 318 : Un Do.24T modifié en 1944 avec un système de contrôle de la couche limite.

Chiffres de construction des Do 24 de 1937 à 1947 :
| Version   | Dornier | Aviolanda | SNCAN | Total | Livraison                      |
| --------- | ------- | --------- | ----- | ----- | ------------------------------ |
| Prototype | 3       |           |       | 3     |                                |
| K-1       | 28      |           |       | 28    | Janvier 1938 à septembre 1939  |
| K-2       | 1       | 7         |       | 8     | Décembre 1939 à mars 1940      |
| N         |         | 13        |       | 13    | Juillet 1940 à 1941            |
| T-1       |         | 11        |       | 11    | Août 1941 à octobre 1941       |
| T-2       |         | 38        |       | 38    | Novembre 1941 à septembre 1942 |
| T-3       |         | 125       | 47    | 172   | Octobre 1942 à septembre 1944  |
| Do-24     |         |           | 40    | 40    | de 1945 à 1947                 |
| Total     | 32      | 194       | 87    | 313   |                                |

## Le Do 24 ATT

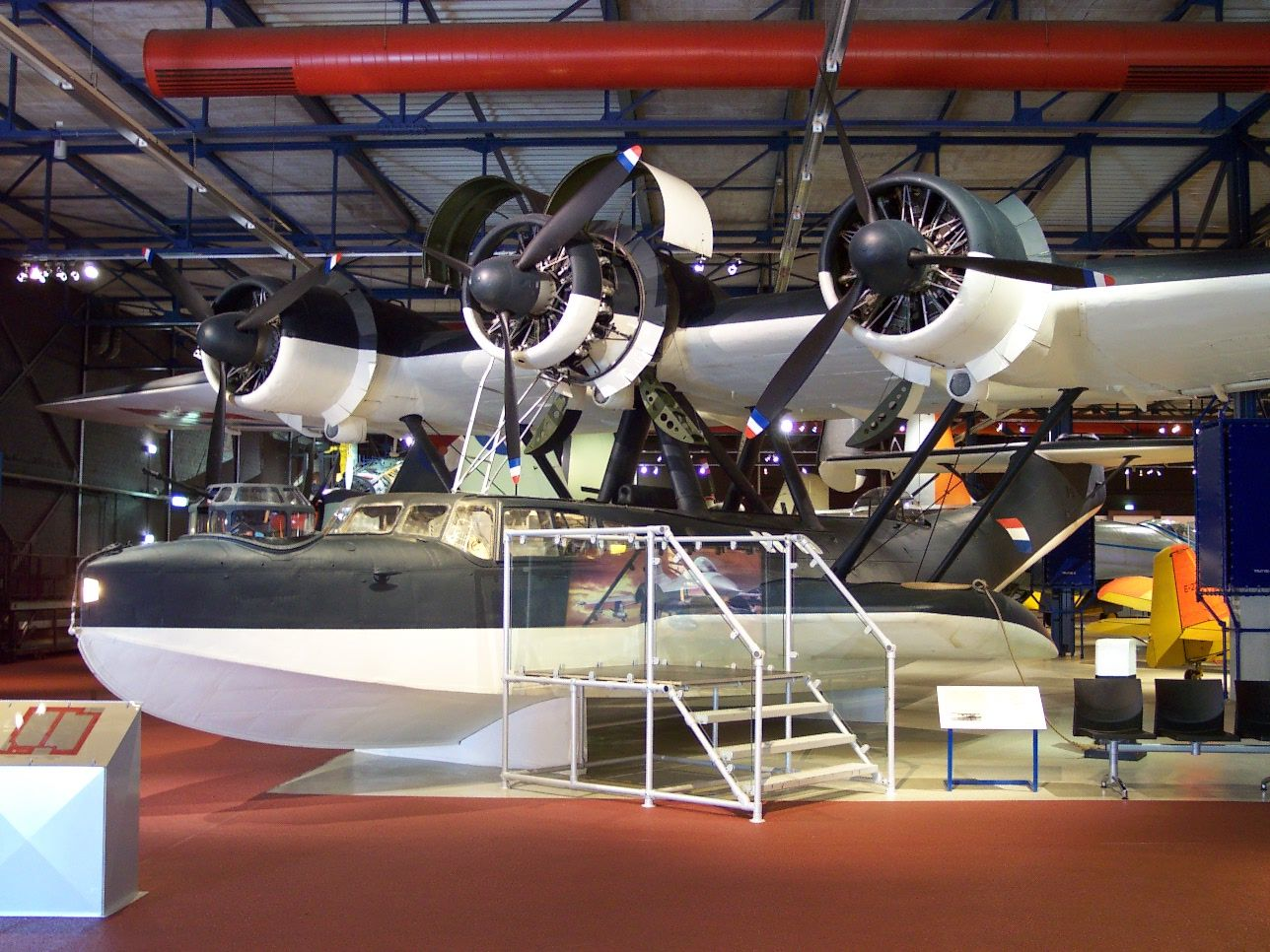
Un Do 24

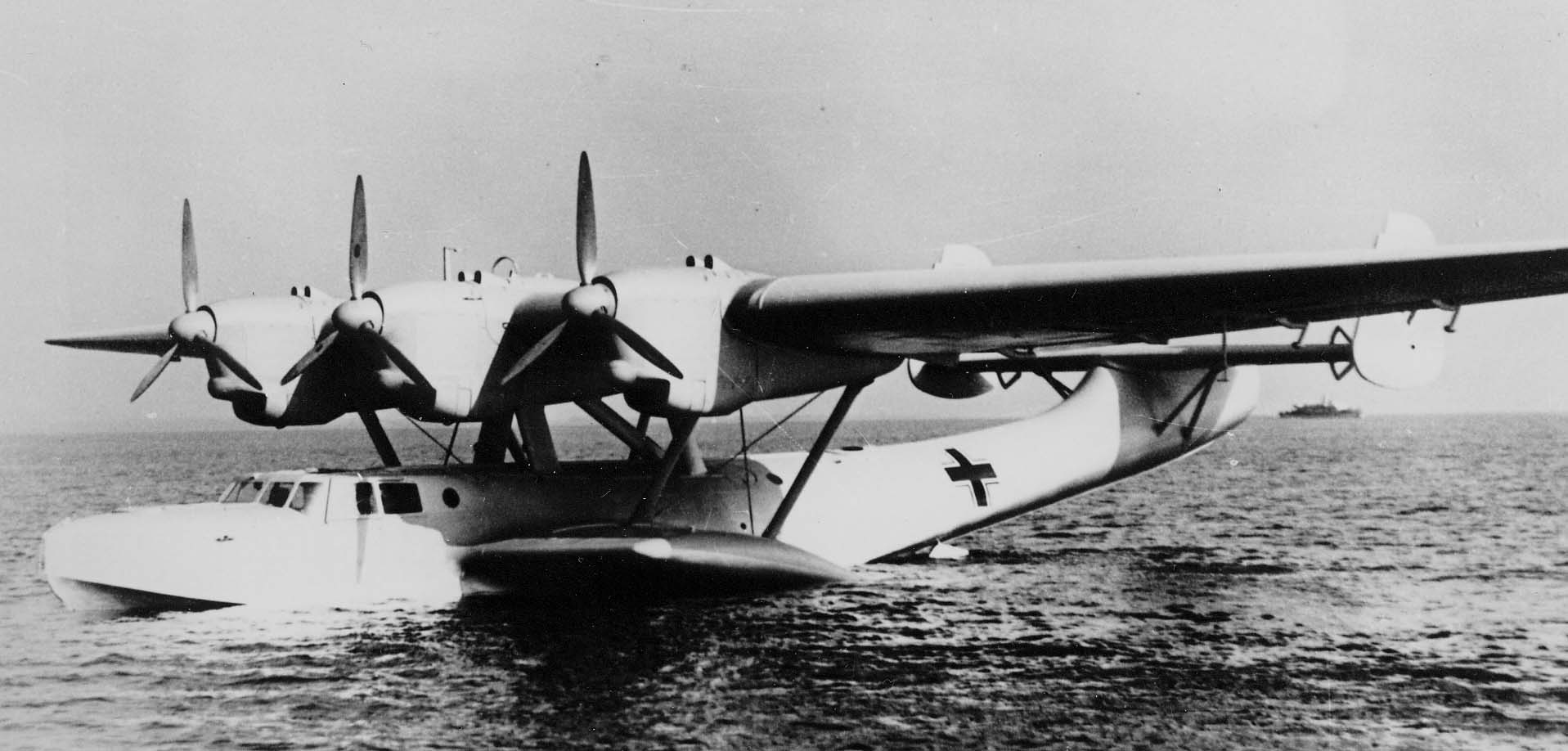
Le Do 24 V-3 lors des essais en haute mer

Un exemplaire espagnol des années 1930 a été remotorisé avec trois turbopropulseurs Pratt & Whitney of Canada PT6A-45B de 1 125 ch entrainant des hélices à cinq pales Hartzell et rebaptisé Do ATT. Les ailes ont été modernisées (nouveau profil plus efficace). Le premier vol de l'appareil (immatriculé D-CATD) eut lieu le 15 avril 1983.
En 1992, cet appareil fut remis à un musée mais depuis début 2003 il revole à nouveau et est utilisé aux Philippines par South East Asian Airlines. En 2004, Iren Dornier (de), un petit-fils du fondateur de l'entreprise entreprit un Tour du monde (rapport) avec lui.